# Hôpital Westmead
 (octobre 2022).
La mise en forme du texte ne suit pas les recommandations de Wikipédia : il faut le « wikifier ».
Les points d'amélioration suivants sont les cas les plus fréquents. Le détail des points à revoir est peut-être précisé sur la page de discussion.
- Les titres sont pré-formatés par le logiciel. Ils ne sont ni en capitales, ni en gras.
- Le texte ne doit pas être écrit en capitales (les noms de famille non plus), ni en gras, ni en italique, ni en « petit »…
- Le gras n'est utilisé que pour surligner le titre de l'article dans l'introduction, une seule fois.
- L'italique est rarement utilisé : mots en langue étrangère, titres d'œuvres, noms de bateaux, etc.
- Les citations ne sont pas en italique mais en corps de texte normal. Elles sont entourées par des guillemets français : « et ».
- Les listes à puces sont à éviter, des paragraphes rédigés étant largement préférés. Les tableaux sont à réserver à la présentation de données structurées (résultats, etc.).
- Les appels de note de bas de page (petits chiffres en exposant, introduits par l'outil «  Source ») sont à placer entre la fin de phrase et le point final[comme ça].
- Les liens internes (vers d'autres articles de Wikipédia) sont à choisir avec parcimonie. Créez des liens vers des articles approfondissant le sujet. Les termes génériques sans rapport avec le sujet sont à éviter, ainsi que les répétitions de liens vers un même terme.
- Les liens externes sont à placer uniquement dans une section « Liens externes », à la fin de l'article. Ces liens sont à choisir avec parcimonie suivant les règles définies. Si un lien sert de source à l'article, son insertion dans le texte est à faire par les notes de bas de page.
- La présentation des références doit suivre les conventions bibliographiques. Il est recommandé d'utiliser les modèles {{Ouvrage}}, {{Chapitre}}, {{Article}}, {{Lien web}} et/ou {{Bibliographie}}. Le mode d'édition visuel peut mettre en forme automatiquement les références.
- Insérer une infobox (cadre d'informations à droite) n'est pas obligatoire pour parachever la mise en page.

Pour une aide détaillée, merci de consulter Aide:Wikification.
Si vous pensez que ces points ont été résolus, vous pouvez retirer ce bandeau et améliorer la mise en forme d'un autre article.
L'hôpital Westmead est un hôpital tertiaire majeur à Sydney, en Australie. Il ouvre ses portes le 10 novembre 1978 et est aussi un hôpital d'enseignement de la Sydney Medical School de l'Université de Sydney.

## Historique

### Parramatta
L'histoire des services de santé dans l'ouest de Sydney a commencé avec un hôpital sous tente établi à Parramatta pour répondre aux besoins médicaux des condamnés, du personnel militaire et des premiers colons en 1789. L'hôpital de Parramatta a connu de nombreux changements au fil des ans, d'abord en 1818, il était connu sous le nom d'hôpital colonial et plus tard, en 1897, l'hôpital a été agrandi et est devenu l'hôpital du district de Parramatta.
À mesure que la population augmentait dans l'ouest de Sydney, les services fournis à Parramatta devenaient insuffisants pour répondre à la demande. L'hôpital était le premier centre de santé de référence tertiaire important dans Sydney externe. Avant son existence, des services de santé de référence étaient fournis dans des centres urbains tels que le Royal Prince Alfred Hospital, le Prince of Wales Hospital, le Sydney Hospital, le Royal North Shore Hospital et le St Vincent's Hospital.
L'hôpital Westmead, initialement connu sous le nom de Westmead Centre, a été créé le 10 novembre 1978 (ouvert par le premier ministre Neville Wran avec l'ancien premier ministre Gough Whitlam comme invité d'honneur), modifiant le rôle de l'hôpital Parramatta.
Les services aigus ont été transférés à l'hôpital Westmead, le bâtiment Parramatta continuant de fonctionner comme le bras de réadaptation de l'hôpital Westmead. En 1991, tous les services ont quitté l'ancien hôpital de Parramatta et en 1995, le bâtiment a été mis hors service et réaménagé en Parramatta Justice Precinct . Le centre de santé communautaire de Parramatta, situé à Jeffery House, fonctionne toujours sur une partie du site d'origine.

### Services de santé de la région
L'hôpital Westmead, avec l'hôpital Parramatta, était initialement régi par un conseil d'administration d'hôpital local. Lorsque les conseils locaux ont été restructurés en services de santé régionaux par le gouvernement de l'État de la Nouvelle-Galles du Sud, l'hôpital Westmead est devenu une partie du service de santé de la région de Western Sydney, avec l'hôpital dentaire Westmead, l'hôpital Cumberland (services de santé mentale), les hôpitaux de district de Blacktown, Auburn et Mont Druitt . En 2005, les limites des services de santé de la région ont été modifiées et, jusqu'au 31 décembre 2010, l'hôpital Westmead était l'un des deux hôpitaux d'enseignement tertiaire (avec l'hôpital Nepean à Penrith), faisant partie du service de santé de la région ouest de Sydney.
L'hôpital dessert une population de 1,85 million de personnes et est situé sur l'un des plus grands campus hospitaliers et de santé d'Australie. En 2016/17, l'hôpital Westmead a fourni plus de 1,5 million d'occasions de soins à des patients externes, en plus d'environ 107 000 patients hospitalisés. Chaque année, il y a plus de 21 000 opérations médicales, près de 5 800 naissances et plus de 75 000 présentations aux urgences.
L'hôpital Westmead est situé à la jonction des chemins Darcy et Hawkesbury à Westmead et fournit une gamme complète de services médicaux et dentaires tertiaires, à l'exception de la pédiatrie qui est desservie par l'hôpital pour enfants adjacent à Westmead, transféré de Camperdown à Westmead en 1995. L'hôpital comprend une grande école clinique dentaire et de vastes installations de pathologie clinique et de recherche médicale. De 1995 à 2017, le NETS (NSW) à l'échelle de l'État, le service de transport d'urgence pour nouveau-nés et pédiatriques, a été hébergé à l'hôpital Westmead, avant de déménager pour faire place à un nouveau bloc de services aigus pour l'hôpital.
À proximité se trouvent l'hôpital Cumberland (fournissant des soins psychiatriques ambulatoires et hospitaliers) et l'hôpital privé Westmead, une division de Ramsay Health Care.

### Hôpital de district
À la suite de la formation des réseaux de santé locaux le 1er janvier 2011, l'hôpital Westmead avec une capacité de 975 lits est devenu une partie de l'unité sanitaire de Western Sydney, comprenant l'hôpital dentaire Westmead et les hôpitaux de district de Blacktown, Auburn et Mount Druitt.

### Rénovations majeures
En 2004, un contrat d'une valeur supérieure à 142 dollars australiens millions pour la rénovation et le développement de nouvelles installations à l'hôpital Westmead ont été attribués à Thiess . Alors que les travaux étaient presque terminés en juillet 2007, la ministre de la Santé de la Nouvelle-Galles du Sud, Reba Meagher, et la membre de la Nouvelle-Galles du Sud de Parramatta, Tanya Gadiel, ont inspecté le nouveau centre de santé des femmes et de soins aux nouveau-nés qui offre une nouvelle unité d'accouchement, une pépinière de soins spéciaux et une unité de soins intensifs néonatals, 41 -lit maternité, services d'hospitalisation prénatale et de gynécologie et cliniques de soins ambulatoires en un seul endroit. On s'attend à ce que d'ici 2011, plus de 5 000 bébés naissent chaque année à l'hôpital Westmead.
La rénovation des services de cancérologie de l'hôpital Westmead a eu lieu à peu près au même moment; basé sur le modèle de centre de cancérologie complet de style américain qui combine des services de pointe avec une approche conviviale pour le patient. En 2011, les installations ont été renommées Crown Princess Mary Cancer Center Westmead. Inspectant les installations en 2007, Mme Meagher a déclaré : 
Cela signifie que les soins aux patients à tous les niveaux seront organisés pour assurer une transition en douceur entre les services hospitaliers aux patients hospitalisés, le traitement communautaire ou les soins palliatifs à mesure que les besoins de soins des personnes changent. La co-localisation d'une gamme de services spécialisés en oncologie signifie que les patients pourront recevoir des diagnostics et une gamme de traitements et de réadaptation sans avoir à faire des déplacements séparés.
D'autres installations à rénover dans le cadre du contrat Theiss comprenaient des installations de soins intensifs et de traitements rénaux.
En mars 2012, un grand magasin de style aire de restauration a été ouvert au rez-de-chaussée, introduisant une grande variété de cuisines dans le tarif standard de l'hôpital, y compris un café de bonbons et de desserts, des brochettes, des pizzas, des salades fraîches et un bar à sandwichs, une station de gelato et diverses sélections de plats chauds. Un certain nombre de magasins de détail, dont un salon de coiffure et de beauté, une prise téléphonique, une pharmacie et un dépanneur, sont également en cours de développement,.

## Prestations de service

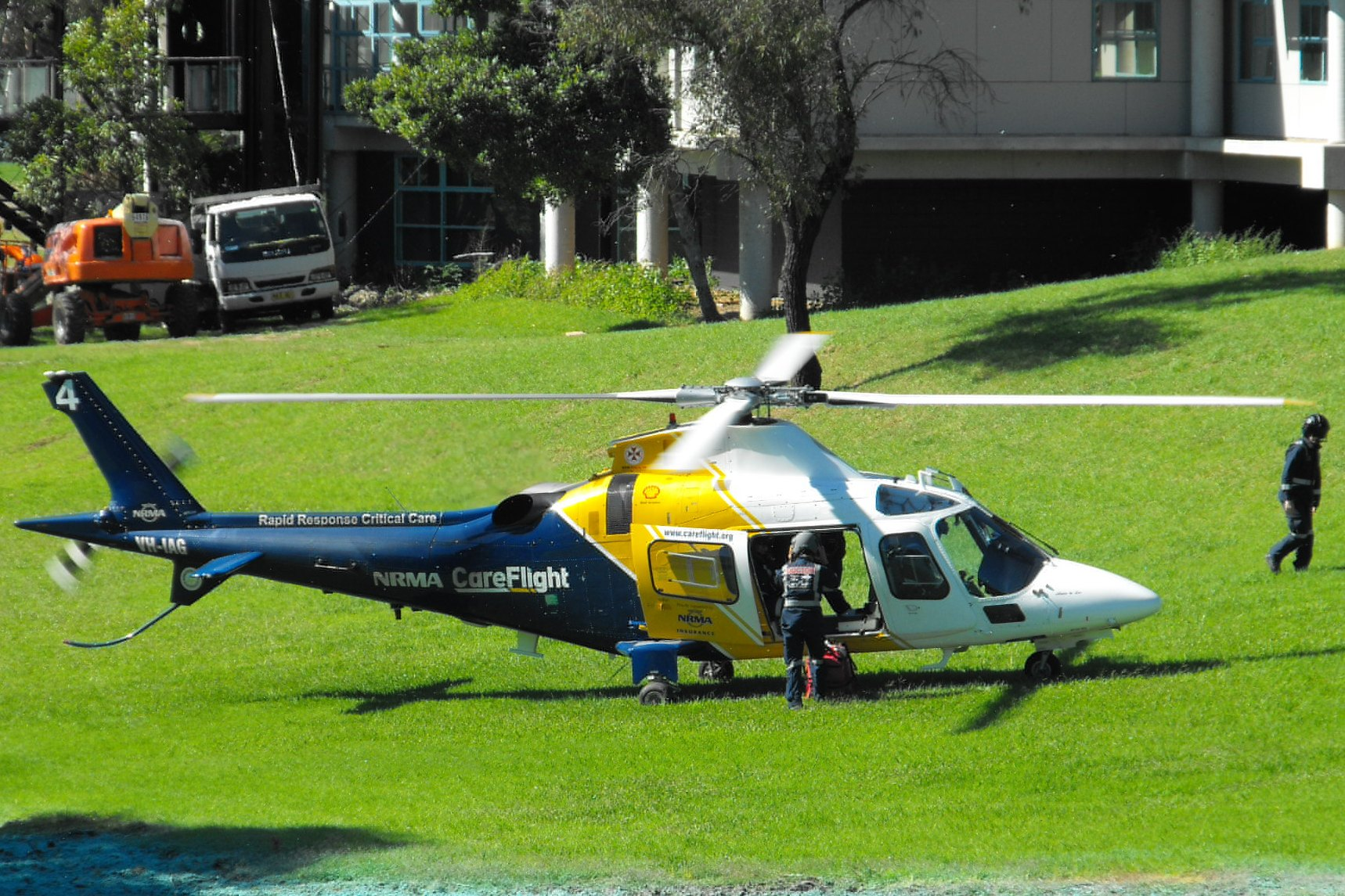
Ambulance aérienne CareFlight

Outre les services généraux, il existe une gamme de services à forte dépendance à l'hôpital Westmead, notamment une unité de soins coronariens, une unité de soins intensifs, une pouponnière de soins spéciaux, des services à forte dépendance et une unité de soins intensifs néonatals. Pour une liste complète des services, reportez-vous au tableau dans les liens ci-dessous.
Le service d'urgence de Westmead est l'un des plus fréquentés d'Australie, avec plus de 52 000 patients adultes par an. Il est soutenu par des services spécialisés tertiaires, notamment la cardiologie interventionnelle 24 heures sur 24, 7 jours sur 7, les services de traumatologie, la chirurgie cardiothoracique, la neurochirurgie et la toxicologie.
La Westmead Medical Research Foundation fournit un soutien à la collecte de fonds et un plaidoyer communautaire pour la recherche médicale et les soins aux patients à Westmead.
L'hôpital Westmead est la base des opérations d'hélicoptères de la Nouvelle-Galles du Sud du service d'ambulance aérienne CareFlight. Ses avions et ses équipes médicales et opérationnelles qualifiées répondent aux urgences menaçant la vie, la santé et la sécurité des personnes causées par une urgence médicale, une maladie, une catastrophe naturelle, un accident ou un accident. Au sein de l'hôpital Westmead, il existe le service de traumatologie, qui fournit des recherches et une éducation sur la prévention des blessures et les statistiques sur les décès.
| Médecine d'intervention aiguë            | Soins aux personnes âgées, neurologie et réadaptation | Santé alliée             | Anesthésiques                       | Unité de réadaptation en traumatisme crânien | Services cardiaques    | Soins chroniques et continus | Éducation communautaire        | Services de santé communautaire |
| Dermatologie                             | Diabète et Endocrinologie                             | Division de l'imagerie   | Services d'urgence                  | Endocrinologie                               | Chirurgie générale     | Unité de soins intensifs     | Bibliothèque, Hôpital Westmead | Santé mentale                   |
| Neurologie                               | Médecine Nucléaire & Ultrasons                        | Allaitement              | Ophtalmologie                       | Santé bucco-dentaire, Dentisterie            | Services de pathologie | Éducation du patient         | Chirurgie esthetique           | Premiers soins                  |
| Santé publique et médecine communautaire | Radiologie                                            | Médecine de réadaptation | Chirurgie rénale et transplantation | Unité de soutien aux résidents               | Médecine respiratoire  | Rhumatologie                 | Santé sexuelle                 | Santé des femmes                |

## Enseignement et recherche
Depuis sa création en 1978, la Westmead Clinical School de l'Université de Sydney à l'hôpital Westmead a été un lieu d'innovation et de croissance. La Faculté de médecine est la plus ancienne et la plus grande faculté de médecine d'Australie (créée sous le nom de Sydney Medical School en 1856) entreprenant l'enseignement et la recherche en santé et en médecine de renommée internationale. Dans le cadre de la Western Clinical School, les installations d'enseignement de Westmead font partie intégrante de l'éducation en tant que plus grand des centres de soins cliniques de l'Université de Sydney. L'Université a soutenu l'établissement de cliniciens de recherche dans tous les postes de spécialistes clés du personnel de l'hôpital en 1978.
L'hôpital a accepté ses premiers patients dentaires en 1980. L'école clinique dentaire de l'hôpital Westmead (maintenant le Westmead Center for Oral Health) est devenue une installation majeure pour la Faculté de médecine dentaire pour l'enseignement et la formation de premier cycle et de troisième cycle.
La recherche médicale a lieu à l'hôpital Westmead depuis le début des années 1980. En 1996, les installations de recherche médicale ont été consolidées grâce à la création du Westmead Millennium Institute for Medical Research (WMI). Initialement avec seulement 60 scientifiques et médecins, l'Institut compte aujourd'hui plus de 450 chercheurs médicaux.